# Comitatul Crawford, Wisconsin
Comitatul Crawford, conform originalului din engleză,  Crawford  County, este unul din cele 72 comitate ale statului american  Wisconsin. Sediul comitatului este localitatea Prairie du Chien. Conform recensământului din anul 2000, populația sa a fost 17.243 de locuitori.

## Geografie

### Comitate adiacente
- Comitatul Vernon—nord
- Comitatul Richland—est
- Comitatul Grant—sud
- Comitatul Clayton, statul  Iowa—sud-vest
- Comitatul Allamakee, statul Iowa—vest

### Drumuri importante
- U.S. Highway 18
- U.S. Highway 61
- Highway 35 (Wisconsin)
- Highway 27 (Wisconsin)
- Highway 60 (Wisconsin)
- Highway 82 (Wisconsin)
- Highway 131 (Wisconsin)
- Highway 171 (Wisconsin)
- Highway 179 (Wisconsin)

## Demografie
|  | Graficele sunt indisponibile din cauza unor probleme tehnice. Mai multe informații se găsesc la Phabricator și la wiki-ul MediaWiki. |

Date: Wikidata - grafică realizată de Wikipedia